# 特里·米尔斯
特里·理查德·米尔斯（英語：Terry Richard Mills，1967年12月21日—），美国NBA联盟前职业篮球运动员。他在1990年的NBA选秀中第1轮第16顺位被密尔沃基雄鹿选中。